# CANT Z.1011

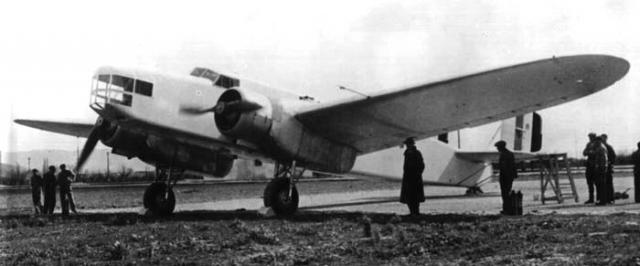
Trequarti anteriore

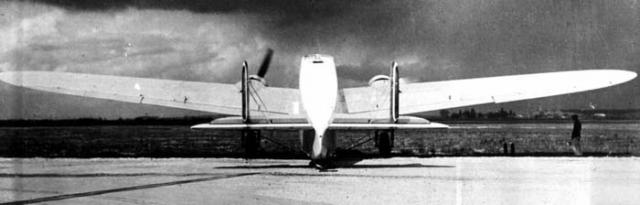
Visto da dietro

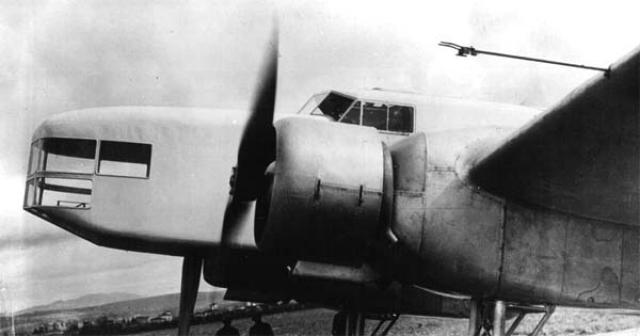
Particolare dei motori radiali

Il CANT Z.1011 era un bombardiere bimotore ad ala bassa realizzato dalla divisione aeronautica dell'azienda italiana Cantieri Riuniti dell'Adriatico negli anni trenta.
Impiegato dalla Regia Aeronautica dal periodo precedente all'entrata del Regno d'Italia nella seconda guerra mondiale, venne utilizzato come aereo da addestramento fino all'Armistizio di Cassibile non partecipando direttamente in azioni di bombardamento durante il conflitto.

## Storia del progetto
Nei primi anni trenta, per poter far fronte con maggiore rapidità alle esigenze di unità destinate ai reparti da bombardamento della Regia Aeronautica, la produzione del trimotore Savoia-Marchetti S.M.81 "Pipistrello" era stata assegnata anche alla CRDA. Nell'ottobre 1935 l'ingegner Filippo Zappata, in quel periodo responsabile e capo progettista della divisione aeronautica dell'azienda di Monfalcone, propose di realizzare su iniziativa privata lo sviluppo di un nuovo modello che potesse ricoprire lo stesso ruolo da proporre alla Regia Aeronautica. Il disegno prevedeva un velivolo di costruzione interamente lignea, caratterizzato da una configurazione bimotore ad ala bassa, carrello retrattile ed equipaggio composto da quattro membri.
L'occasione fu una specifica emessa nel 1934 per la fornitura di un bombardiere medio bimotore, con capacità di attacco diurno e notturno, con impianto motore basato su una coppia di radiali Gnome-Rhône 14K Mistral Major. Benché non fosse stato ideato espressamente per quello scopo si decise di costruirne un prototipo da fornire al centro di Guidonia per la valutazione da parte del personale militare.
L'iniziale interesse produsse da parte delle autorità militari un contratto di fornitura per dodici esemplari, ai quali vennero assegnate le matricole militari dalla MM.20541 alla MM.20552, successivamente sostituito all'inizio del 1936 con un nuovo contratto che riduceva il numero a soli sei esemplari, matricole MM.20541-20546.
La costruzione del prototipo MM.20541, equipaggiato con i radiali Isotta Fraschini K.14 da 950 CV nominali, ovvero gli Gnome-Rhône 14K prodotti su licenza in Italia e comparabili a quelli previsti dalle specifiche, si concluse nei primi mesi dello stesso anno e venne portato in volo per la prima volta il 2 marzo ai comandi del pilota collaudatore Mario Stoppani. Già dalle prime prove però Stoppani riferì che il velivolo risultava sottopotenziato ed instabile nella linea di volo.
Per cercare di ovviare alle carenze dimostrate l'ingegner Zappata riprogettò radicalmente i piani di coda ed i motori vennero sostituiti da due Isotta Fraschini Asso XI RC.40 12 cilindri a V di 60° raffreddati a liquido da 840 CV (618 kW). Dopo aver ripreso i voli ed aver constatato una preoccupante tendenza del modello ad assumere un assetto picchiato in fase di virata, Zappata intervenne nuovamente aumentando le superfici di compensazione. Questi ultimi interventi risolsero i problemi iniziali ma benché si riuscì ad evadere interamente la quota dei sei esemplari previsti, la Regia Aeronautica declassò il ruolo del modello a compiti di seconda linea, impiegato come aereo da addestramento ed assegnato alla scuola di bombardamento integrata nel 18º Stormo con sede ad Aviano.
Una successiva proposta espressa nel 1936 dalla Commissione Superiore per il volo stratosferico, per adattare un esemplare al volo d'alta quota equipaggiandolo con una coppia di motori radiali Piaggio P.XI RC.100, dotati di compressori a due velocità, non ebbe seguito ed ogni nuovo sviluppo del modello si arrestò.

## Tecnica
Il CANT Z.1011 era un velivolo di impostazione convenzionale, un monoplano ad ala bassa caratterizzato dall'impianto propulsivo bimotore, impennaggio di coda bideriva e carrello retrattile.
La fusoliera, realizzata in legno con rivestimento di pannelli in compensato, era caratterizzata dalla presenza di una cabina di pilotaggio chiusa dove potevano trovare posto, affiancati, il pilota ed il suo secondo ed una postazione vetrata sul naso per facilitare le operazioni di puntamento. Gli altri due membri dell'equipaggio occupavano le altrettante postazioni difensive retrattili, una dorsale e l'altra ventrale. Posteriormente terminava in un impennaggio bideriva caratterizzato dagli elementi verticali collegati da un unico piano orizzontale di generose dimensioni.
La configurazione alare era monoplana, con ala montata bassa sulla fusoliera, realizzata in tre sezioni, quella centrale integrata nella struttura della fusoliera più le due semiali.
Il carrello d'atterraggio era retrattile nelle componenti anteriori, con le gambe di forza ammortizzate che si ritraevano con movimento verso coda all'interno delle due gondole motore, ed integrato posteriormente da un ruotino d'appoggio anch'esso ammortizzato.
La propulsione era affidata, nella sua versione di serie, ad una coppia di motori Isotta Fraschini Asso XI RC.40, dei 12 cilindri a V di 60° raffreddati a liquido in grado di erogare una potenza pari a 840 CV (618 kW), posizionati sul bordo di attacco alare all'interno di due gondole ed abbinati entrambi ad un'elica bipala.

## Impiego operativo
Non si hanno notizie certe del loro utilizzo se non che erano in carico al reparto di addestramento alla data dell'Armistizio di Cassibile, nel 1943, ma dopo quella data vennero presumibilmente rottamati assieme al materiale volante non più utilizzabile.

## Utilizzatori
Italia
- Regia Aeronautica
  - 18º Stormo Bombardamento Terrestre